# Ostrówek (powiat sępoleński)
Ostrówek – wieś w Polsce położona w województwie kujawsko-pomorskim, w powiecie sępoleńskim, w gminie Sośno.
W latach 1975–1998 miejscowość należała administracyjnie do województwa bydgoskiego.